# Darlington, South Carolina
Darlington är administrativ huvudort i Darlington County i den amerikanska delstaten South Carolina. De första europeiska bosättarna i området kom på 1730-talet från Wales. Baptisterna var den enda kristna kyrkan som hade verksamhet där tills presbyteriankyrkan i Darlington grundades 1827.

## Kända personer från Darlington
- David Beasley, politiker